# El Palmar (Coclé)
El Palmar es un corregimiento del distrito de Olá en la provincia de Coclé, República de Panamá. La localidad tiene 1.256 habitantes (2010). Está dividido en diferentes comunidades  que lo hacen sobresaltar y definir como un corregimiento. Estas comunidades se diferencian de muchas ya que se le conocen como áreas de difícil acceso la más sobresalidas son la de las barretas y zancona que tienen alturas y caminos bastantes dañados que le dificultan a las personas dirigirse de un lugar a otro en auto siendo los estudiantes en su tiempo de clases que les toca en invierno caminar casi tres a cinco horas a pies para poder asistir a clases

## FIESTAS PATRONALES
En el corregimiento del palmar de olá tiene una costumbres en particular  que todas  las comunidades realicen los 15 de septiembre  la caminata de sus diferentes vírgenes eligiendo siempre la comunidad de la sabana ya que presenta mejor ampliada y más céntricas para que todos  puedan asistir y el camino es más favorable para que los que se dirigen en auto puedan llegar sin ningún problema. en ella los jóvenes y niños realizan dinámicas de como se le debe pedir a nuestra madre María una virgen que los macho y el palmar le rinde mucho devoto

## COSTUMBRES
Las comunidades que conforman este corregimiento tiene la costumbre de que en verano tumban montes y hacen quemas para llevar a cabo el proceso de la mayoría de campesinos la agricultura,también se le conoce que utilizan la costumbre de vestirse como personas trabajadores y de mucha humildad.
Los padres de familia de diferentes comunidades entre ellas los machos, pedregoso,barreta, zancona mandan a sus hijos el primer día de clases en zapato y el resto del año los niños utilizan zapatos de caucho por la dificultad del camino.

## AGRICULTURA
Para estas comunidades la agricultura es el sustento de sobrevivir ya que viven en áreas apartadas y muy lejanas y no hay la posibilidad de que puedan ganar dinero por lo que se ven obligados a trabajar para cada uno.
entre los diferentes productos que se obtienen de estas comunidades son:
El otoe: uno de los productos que le brinda obtener una gran cantidad de dinero en el mes de septiembre y octubre se trabaja mucho en barreta y el palmar.
El ñame: es una verdura que le brinda mucha  vitamina y dinero. 